# Return Engagement (film, 1990)
Pour plus de détails, voir Fiche technique et Distribution.
Return Engagement (再戰江湖, Zoi jeung gong woo) est un film d'action hongkongais co-écrit et réalisé par Joe Cheung et sorti en 1990 à Hong Kong.
Il totalise 11 214 680 HK$ de recettes au box-office.

## Synopsis
Lung (Alan Tang), un parrain de la triade, est envoyé en prison au Canada. Pendant son absence, sa fille est exfiltrée de Hong Kong pour la mettre à l'abri. À sa libération, Lung revient à Hong Kong pour retrouver sa fille et fait la rencontre d'un jeune membre des triades, Wah (Andy Lau), qui connaît sa réputation et le respecte beaucoup

## Fiche technique
- Titre original : 再戰江湖
- Titre international : Return Engagement
- Réalisation : Joe Cheung
- Scénario : Wong Kar-wai et Joe Cheung
- Photographie : Tom Lau, Jimmy Leung, Christopher Doyle et Andrew Lau
- Montage : Poon Hung
- Musique : Lam Manyee (en)
- Production : Alan Tang
- Société de production : In-Gear Film Production (en)
- Société de distribution : Golden Princess Film Production
- Pays d'origine :  Hong Kong
- Langue originale : cantonais et anglais
- Format : couleur
- Genre : action et film de gangsters
- Durée : 109 minutes
- Dates de sortie :
  -  Hong Kong : 17 mars 1990
  -  Corée du Sud : 8 juin 1990
  -  Taïwan : 3 août 1990

## Distribution
- Alan Tang : Lung Ho-tin
- Andy Lau : Wah
- Simon Yam : Lee Pang
- Elizabeth Lee : Tsim Siu-fung
- Carrie Ng : la femme de Lung
- Ku Feng : Oncle Hung
- Melvin Wong : l'officier Wong
- Dennis Chan : Hotel manager
- May Lo (en) : Petite Lung
- David Wu (en) : David
- Chang Yi (en) : le réparateur de toilettes
- Anthony Pa : l'homme de main de Lee Pang